# Coca cristina
La coca Cristina és una coca típica del País Valencià feta amb ou, sucre, ametlla mòlta i ratlladura de llima. Es presenta sobre una neula o pa d'àngel i té forma circular o ovalada, amb uns deu o dotze centímetres de radi, i com que no du rent ni farina, fa a penes un centímetre d'alçària. S'empolvora amb sucre abans d'enfornar-la per a daurar-la i compactar-la. Hi ha variants en les quals s'afegeixen trossos de nous i fins i tot carabassa a la pasta.
A Barcelona hi ha un pastís que rep el nom de cristina de fruita, semblant a la coca de llanda valenciana, i que, com la coca de Sant Joan, porta fruita gebrada. També hi ha les cristines de crema, que són una mena de brioixos coberts de sucre, de mida individual, tallats per la meitat com un entrepà i farcits amb crema pastissera.